# 狭冠长蒴苣苔
狭冠长蒴苣苔（学名：Didymocarpus stenanthos），为苦苣苔科长蒴苣苔属下的一个种。

## 扩展阅读
維基物種上的相關：狭冠长蒴苣苔